# نصف قبة

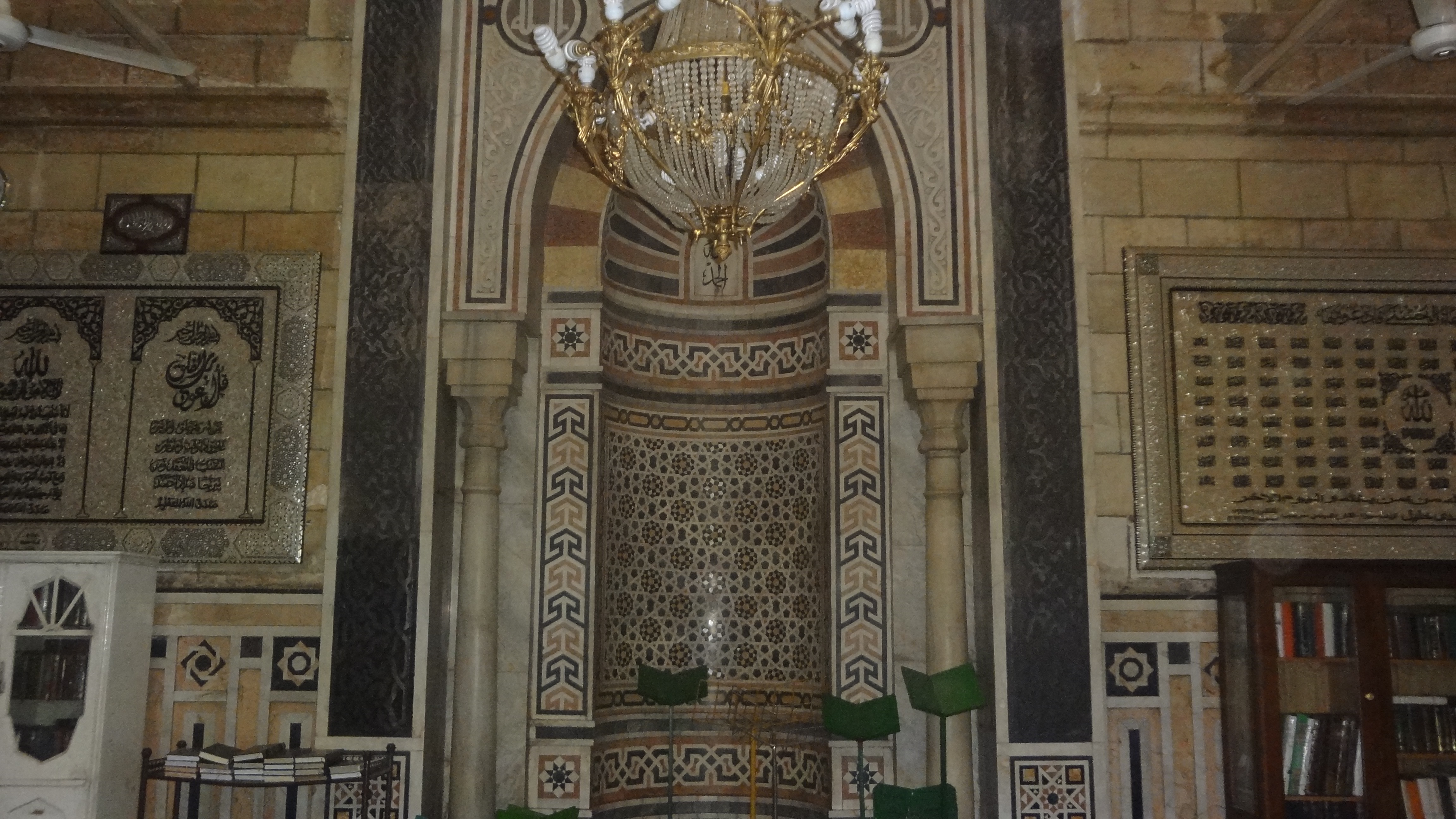
نصف قبة في المحراب.

نصف القبة هي المصطلح المعماري، وتستخدم لتغطية منطقة نصف دائرية.  وتستخدم النصف قبة في عمارة المساجد بشكل كبير، وخاصةً في المحاريب والمنابر.